# Галичак
Галичак је мало ненасељено острво у хрватском делу Јадранског мора.
Галичак се налази у јужној Далмациј 2 км североисточно од насеља Драче на полуострву Пељешцу. Његова површина износи 0,048 км². Дужина обалске линије је 0,91 км.. Највиши врх на острву је висок 30 м.